# 유보가
유보가(劉步可, ? ~ ?)는 전한 후기의 제후로, 청하강왕의 손자이다.

## 행적
지절 4년(기원전 66년), 아버지 유표의 뒤를 이어 신향후(新鄕侯)에 봉해졌다.
시호를 희(釐)라 하였고, 작위는 아들 유존이 이었다.

## 출전
- 반고, 《한서》 권15하 왕자후표 下

| 선대 아버지 유표 | 전한의 신향후 기원전 66년 ~ ? | 후대 아들 신향양후 유존 |